# Sant’Angelo a Scala
Sant’Angelo a Scala község (comune) Olaszország Campania régiójában, Avellino megyében.

## Fekvése
A megye központi részén fekszik. Határai: Altavilla Irpina, Capriglia Irpina, Grottolella, Pietrastornina és Summonte.

## Története
Első említése a 12. századból származik, bár alapítása valószínűleg néhány századdal korábbra, a longobárd fennhatóság idejére tehető. A következő századokban nemesi birtok volt. A 19. században nyerte el önállóságát, amikor a Nápolyi Királyságban felszámolták a feudalizmust.

## Népessége
A népesség számának alakulása:

## Főbb látnivalói
- Palazzo Carafa
- San Silvestro-remetelak
- San Giacomo-kolostor
- San Giacomo-templom